# France Kermer
France Kermer, née en 1945 à Douvres (Ain), est une artiste plasticienne française, enseignante en arts plastiques, auteure et poétesse. Elle vit et travaille en France à Cendrecourt et en Allemagne à Kusel.

## Biographie
France Kermer passe son enfance et une partie de sa jeunesse à Douvres, village où son grand-père fut maire de 1922 à 1958. Dans le livre « Douvres, mon village enlacé », publié en 2006, elle a fait revivre ces années de son passé au « Clos Buisson ».
Elle apprend le piano dès l'âge de six ans. Cet apprentissage se poursuit de 1966 à 1971 chez Eugen Frosch à Tübingen. Dans le même temps elle fréquente l'atelier de Gerth et Valeska Biese (de), toujours à Tübingen, avec lesquels elle prépare le concours d'admission à l'académie d'État des beaux-arts de Stuttgart (de). Après son admission, elle délaisse le piano pour les arts plastiques.
Parallèlement France Kermer effectue des études de langues modernes à l'Université Eberhard Karl de Tübingen de 1973 à 1978. Ses études d'arts plastiques et de langues seront sanctionnées par des Staatsexamen (de) dans les deux matières.
En 1979 elle est chargée de cours à l'Institut de langues romanes à l'Université de Tübingen. Puis elle enseigne le français et les arts plastiques au lycée du Wirtemberg à Stuttgart-Untertürkheim.
En 1990, France Kermer se consacre exclusivement à la peinture, et après une décennie à Schillersdorf, elle installe un nouvel atelier à Cendrecourt fin 1997.
Jusqu'en 2014, France Kermer a dirigé en tant que bénévole l'atelier « La joie claire de peindre » qu'elle avait mis en place en 2004 au Centre Claire Joie ADAPEI de Gevigney. À l'occasion de la dernière exposition de l'atelier, qui avait lieu au château de Bougey en septembre 2014, L'Est républicain écrivait : « Un hommage a été adressé à France Kermer, plasticienne et professeur d'arts plastiques, qui, après dix ans d'animations artistiques, cesse ses activités au Centre Claire Joie. De nombreuses expositions ont vu le jour en dix ans, aux Thermes de Bourbonne-les-Bains, à la chapelle de l'Hôtel de ville de Vesoul, aux archives départementales, dans la salle de convivialité de Gevigney et à l'ESAT... » Dans un livre-catalogue publié en 2009, France Kermer a décrit ses expériences humaines et artistiques avec les résidents du centre de Gevigney. « Ici nous sommes face à un trésor de créativité resté intact, un terrain « vierge », non abîmé par le savoir et libéré de toute entrave. Ces peintres-là ne trichent pas, c'est pour cela que leur peinture est si émouvante. Comme l'ami silencieux de René Char, ils nous apprennent à « voler au dessus de la nuit des mots ». » (France Kermer)
France Kermer est mariée avec l'historien de l'art Wolfgang Kermer.
En 2018, le couple franco-allemand France et Wolfgang Kermer a fait don de sa collection « Céramique française 1970–2000 » – déjà exposée en 2008 au Glasmuseum Frauenau (de) et en 2014/15 au Theodor-Zink-Museum (de) à Kaiserslautern, – à la Ville de Sarreguemines. La collection-donation est exposée actuellement au nouveau Musée Moulin de la Blies. Avec sa « diversité des formes, des techniques et des terroirs » elle « dresse », d'après Anne-Claire Meffre, « un panorama inédit et personnel de la céramique en France entre 1970 et 2000 ». La donation comprend des œuvres de nombreux artistes réputés, que France Kermer a rencontrés en personne, pour n'en citer que quelques-uns: Pierre Bayle, Claude Champy, Loul Combres, Robert Deblander, Alain Girel, Jean Girel, Jean et Jacqueline Lerat, Jean Linard, Daniel de Montmollin, André Rozay, Catherine Vanier, Antoine de Vinck, Camille Virot.

## Œuvre

### Expositions
Depuis 1992, France Kermer expose en France et en Allemagne. En 2015, elle exposait au Stadtmuseum à Kusel, et en 2017, ses œuvres récentes furent présentées au Theodor-Zink-Museum à Kaiserslautern. La Galerie Art Caducée de Scey-sur-Saône-et-Saint-Albin montrait en 2019 une suite de dessins sous le titre « Noir et Blanc ».